# Mura (rzeka)
Mura (niem. Mur, prek. Müra, Möra) – rzeka w południowej Austrii, wschodniej Słowenii, północnej Chorwacji (Slawonii) i zachodnich Węgrzech, w dorzeczu Dunaju. Długość – 465 km (295 km w Austrii, 98 km w Słowenii, 72 km tworzą granicę chorwacko-węgierską). Powierzchnia zlewni – 13 824 km² (z tego 10 321 km² w Austrii). Średni przepływ przy ujściu: 207 m³/s.
Źródła Mury leżą w Austrii, pod szczytem Murtörls (2260 m n.p.m.) na wschodnim skraju alpejskiego pasma Wysokich Taurów. Górna Mura płynie na wschód obniżeniem między Niskimi Taurami a Alpami Noryckimi i Alpami Styryjskimi. W okolicy miasta Bruck an der Mur skręca na południe i przełamuje się przez środek pasma Alp Styryjskich. Przepływa przez Graz i przed granicą austriacko-słoweńską skręca na południowy wschód. Stanowi granicę austriacko-słoweńską na odcinku Šentilj v Slovenskih goricah-Gornja Radgona, a następnie płynie przez Słowenię. Kolejny odcinek, między wsiami Štrigova i Domašinec w Chorwacji, stanowi granicę chorwacko-słoweńską, a końcowy – chorwacko-węgierską. Mura uchodzi do Drawy koło chorwackiej wsi Legrad. Największe dopływy Mury to Mürz i Lendava.

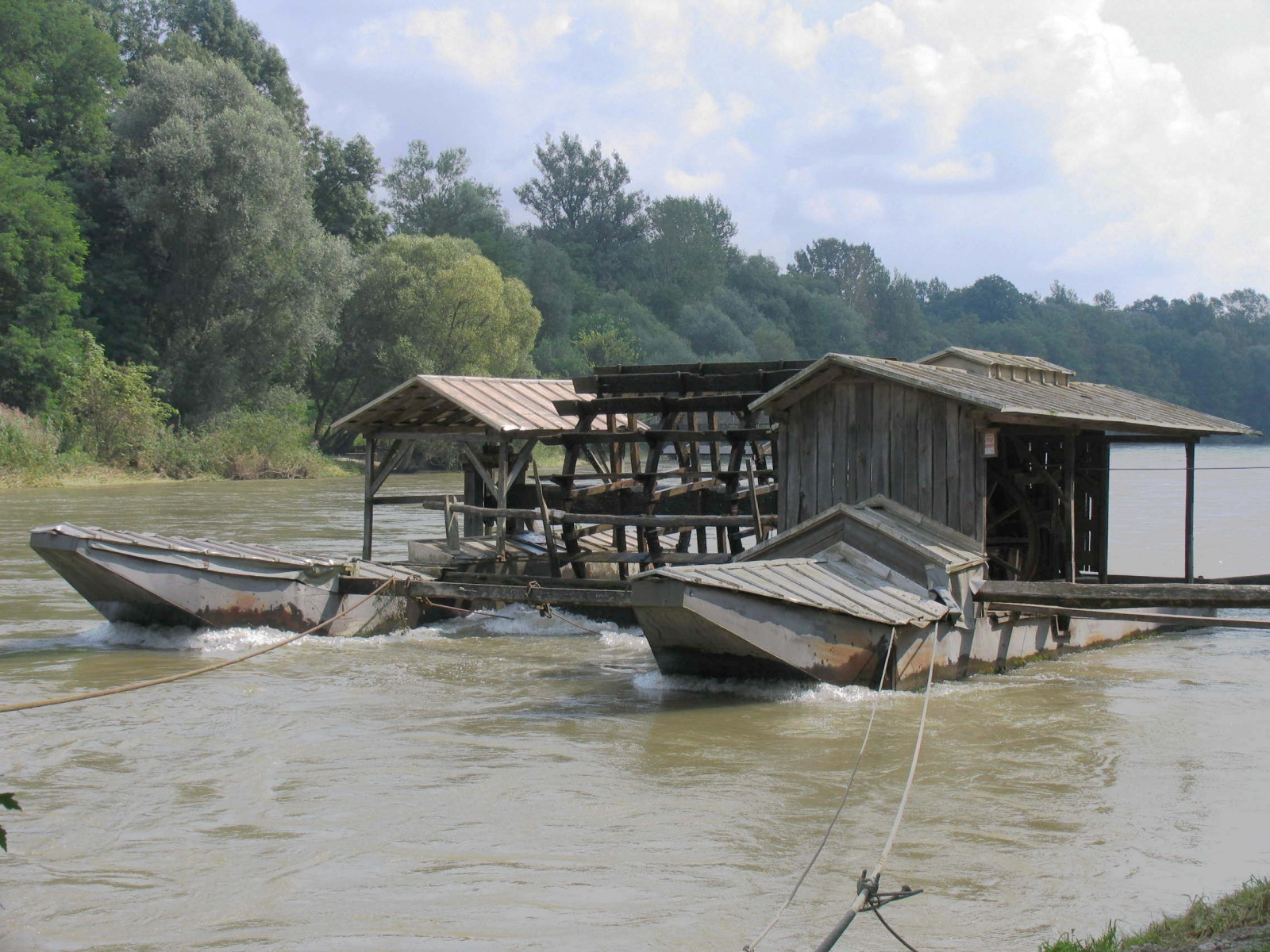
Pływający młyn w Veržej

Nad dolnym biegu Mury leżą dwa regiony historyczno-etnograficzne: słoweńskie Prekmurje i chorwackie Međimurje. Ten odcinek rzeki był również znany z szerokiego wykorzystania młynów pływających, które ustało dopiero w pierwszej połowie XX wieku. Do dziś zachowało się tylko kilka takich młynów – koło Spielfeld i Bad Radkersburg w Austrii, koło słoweńskiej wsi Veržej i chorwackiej Mursko Središće.
Mura ma spory potencjał energetyczny, wykorzystywany przez 30 elektrowni w Austrii i jedną w Słowenii. Jeszcze w latach 80. XX wieku Mura była jedną z najbardziej zanieczyszczonych rzek Austrii. W ostatnich latach jakość wód znacząco się poprawiła – możliwa jest już hodowla ryb w stawach zasilanych wodą z Mury. Mura niesie niewielkie ilości złota – niewystarczające jednak do wydobycia na skalę przemysłową, lecz wypłukiwane przez prywatnych poszukiwaczy. Wzdłuż całego austriackiego odcinka Mury biegnie rowerowy szlak turystyczny Murradweg (365 km długości).

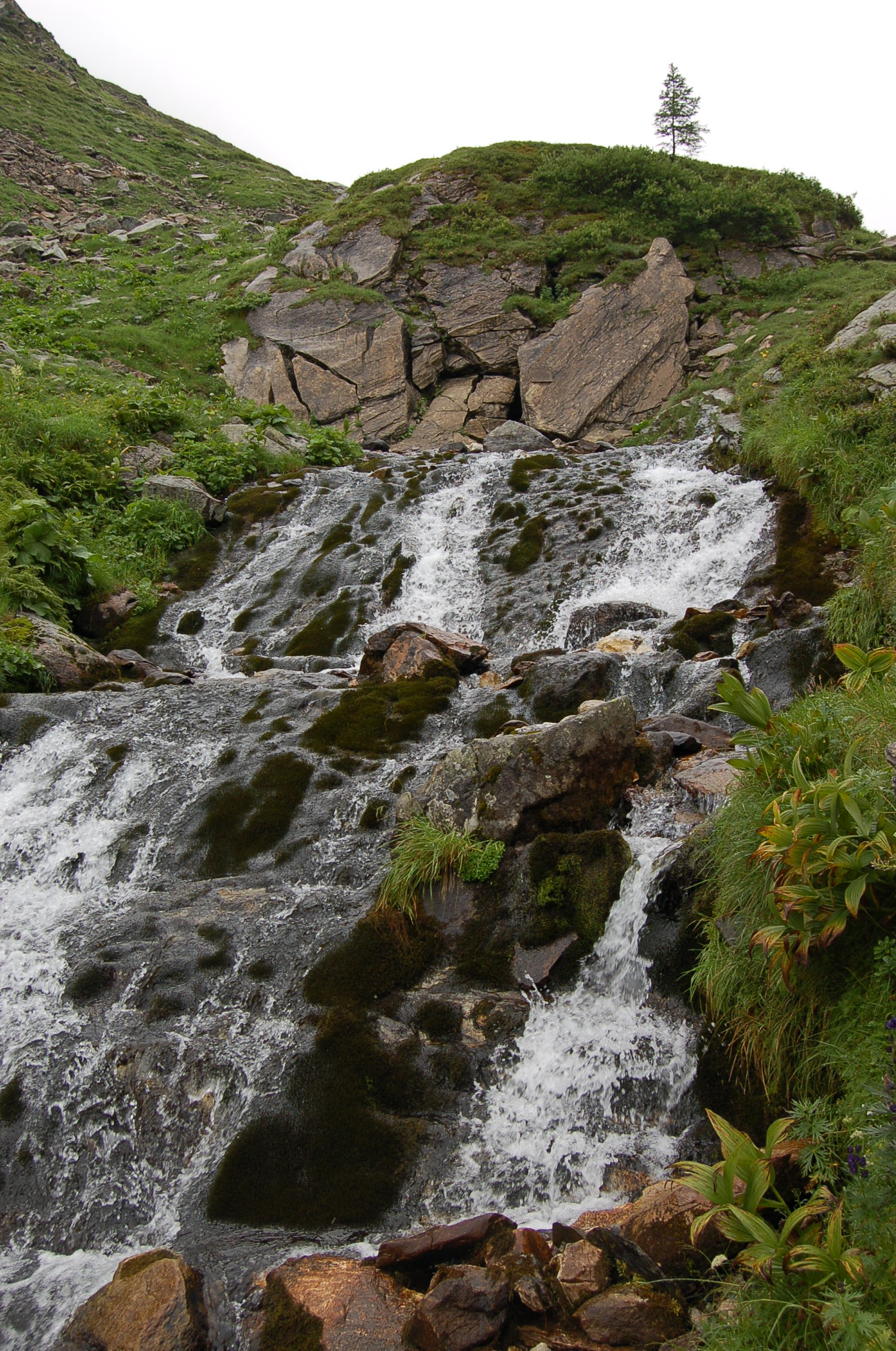
Źródło Mury
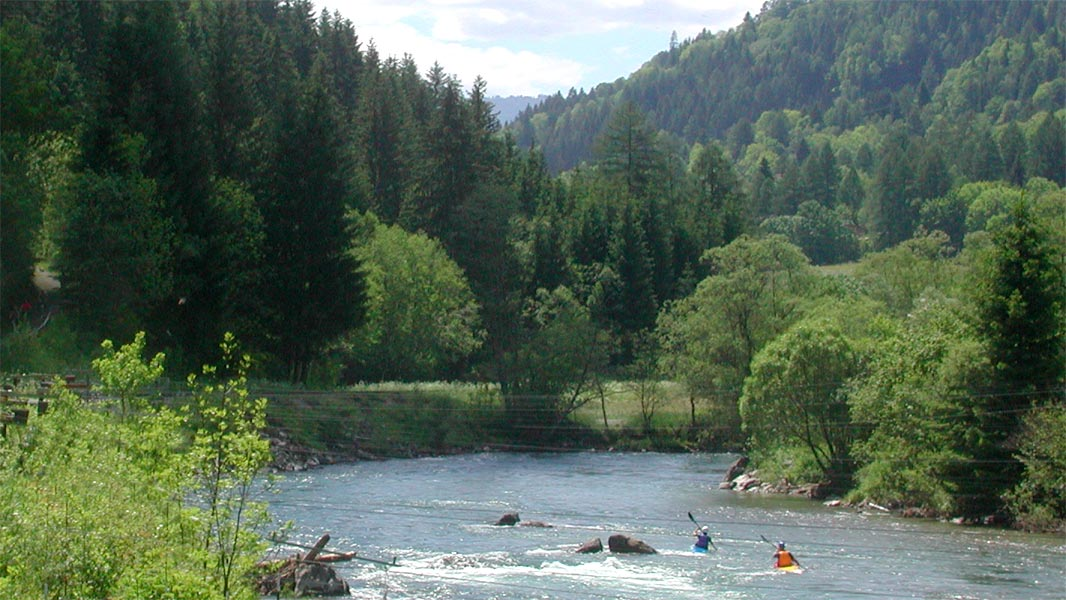
Mura w okolicach St.Ruprecht ob Murau
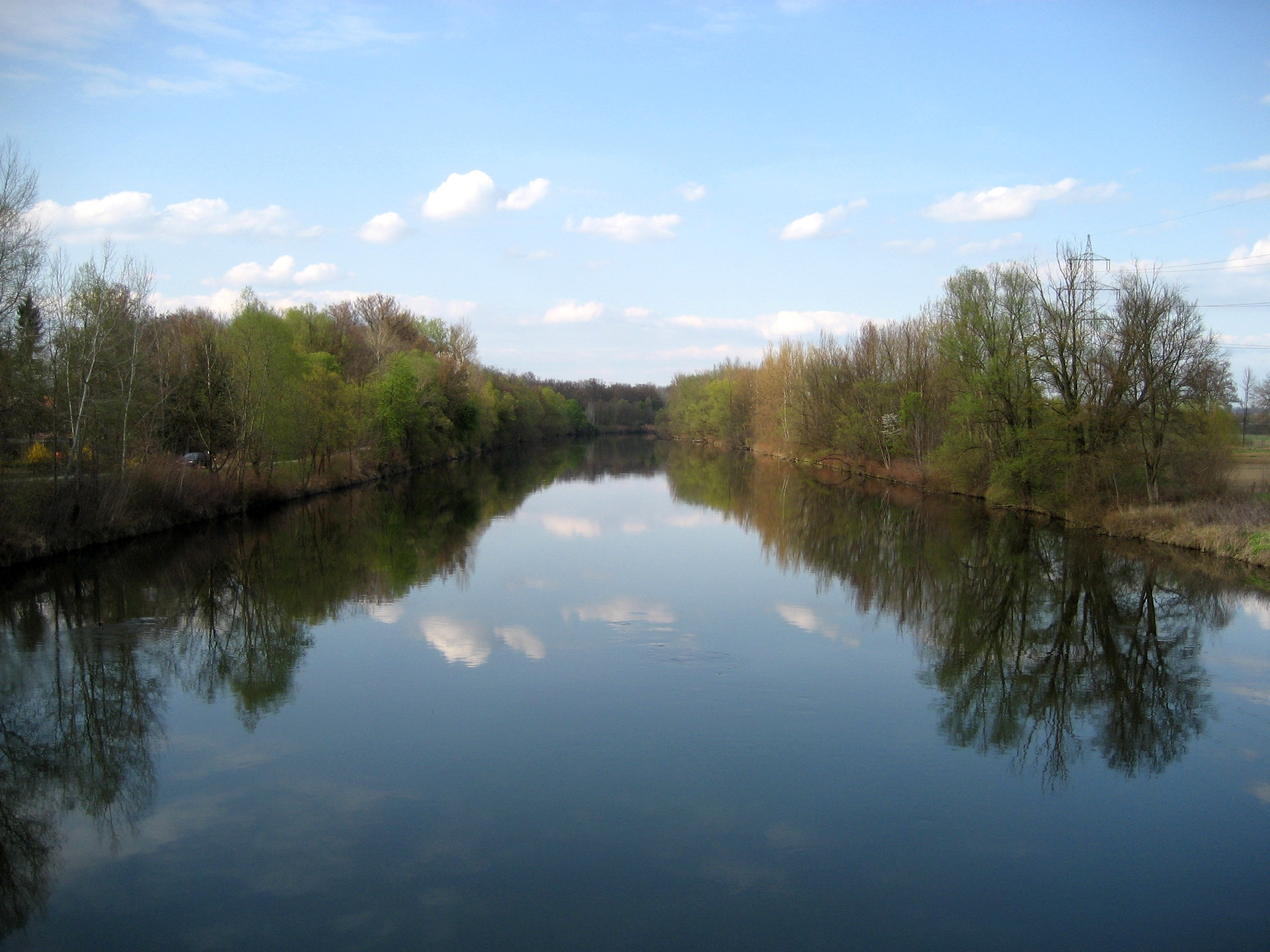
Mura w okolicach Leibnitz